# JR-Maglev

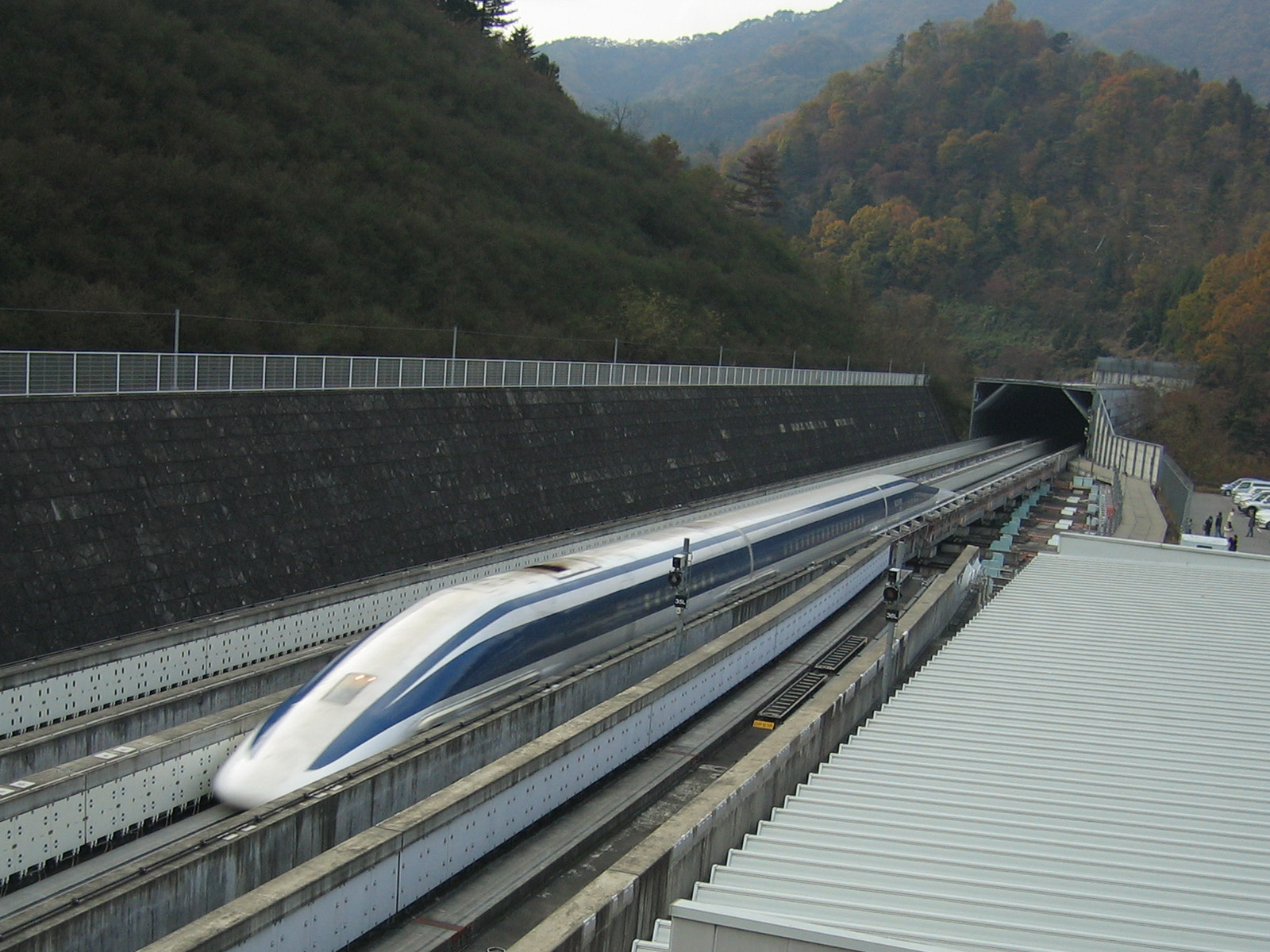
JR-Maglev MLX01 på testbanan i Yamanashi

JR-Maglev är ett japanskt system för höghastighets maglevtåg, svävande tåg som bygger på Magnetisk levitation av supraledande magneter och har utvecklats av Japan's Railway Technical Research Institute (RTRI), ett forskningsföretag som ingår i Japan Railways. Utvecklingsprojektet startade 1962, tre försöksanläggningar har byggts varav den senaste i Yamanashi är byggd med den standard som är tänkt för kommersiell trafik och ska ingå som en del i Chūō Shinkansen mellan Tokyo och Nagoya.
JR Tokai beslutade 25 december 2007 att verka för att bygget av	Chūō Shinkansen, med den teknik man utvecklat för JR Maglev, skall komma igång så snart som möjligt. Detta genom att företaget tar på sig samtliga investeringskostnader för bygget av den första etappen mellan Tokyo och Nagoya.

## Testbanan i Miyazaki

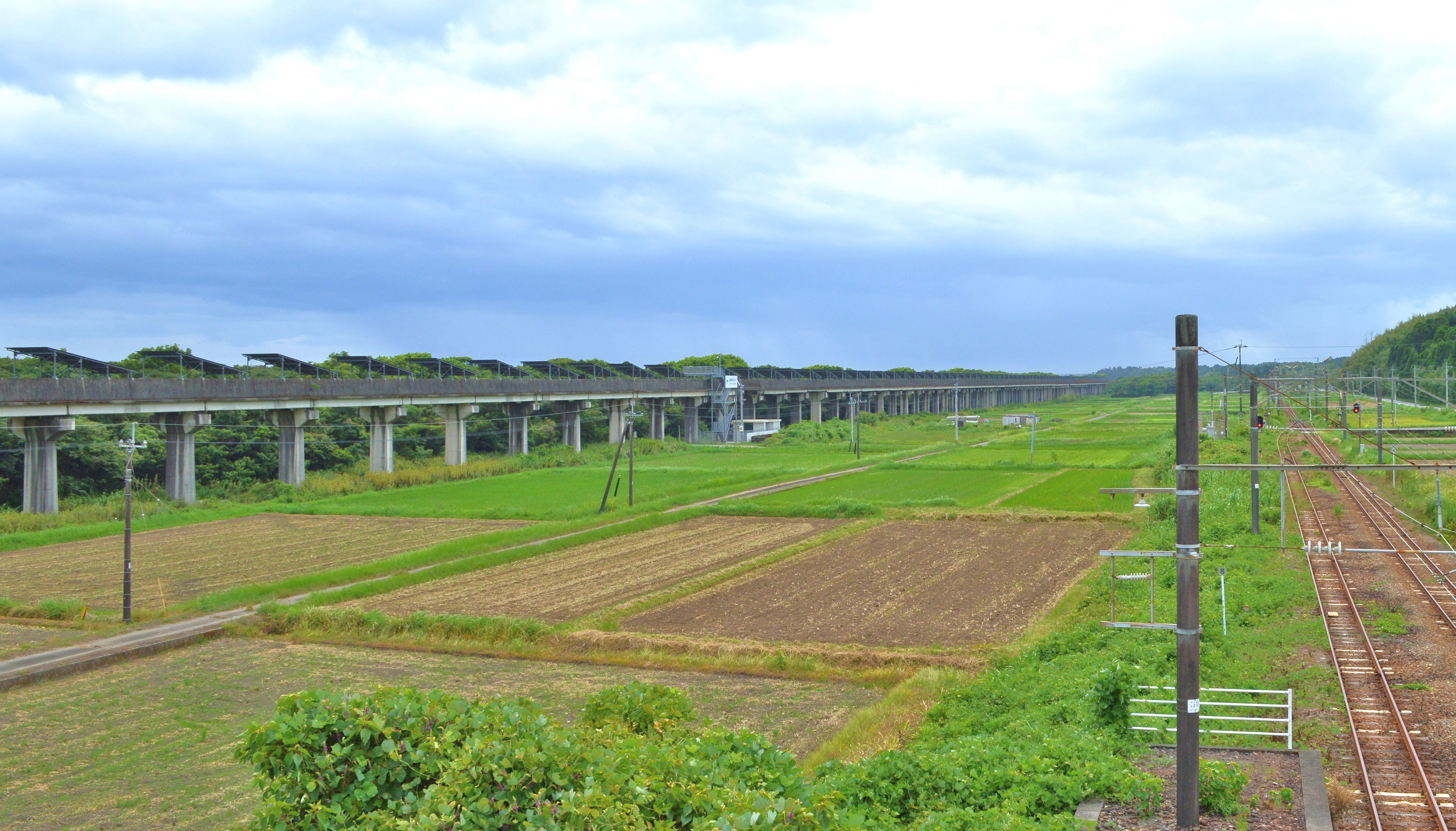
Den tidigare testbanan i Miyazaki är nu täckt med solpaneler.

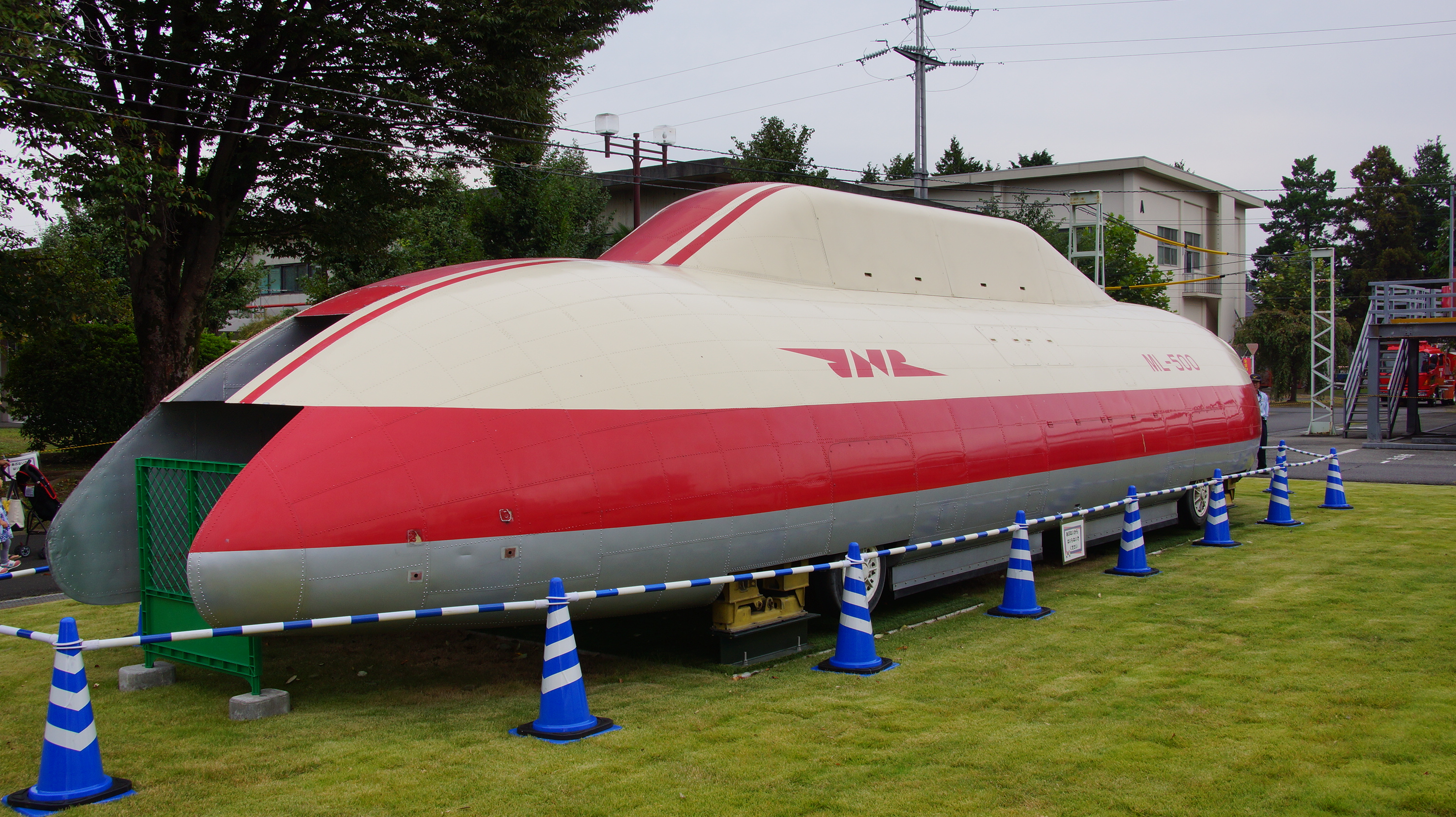
Förarlösa testtåget ML500

Det tidigare statliga operatören  Japanese National Railways (JNR) började utvecklingsarbetet redan 1970. 1977 byggdes en 7 km lång testbana i Miyazaki, den hade en uppochnervänd T-form där tågen gränslar balken. Banan gick helt ovan mark på en viadukt hade ett spår, maximal lutning på 0,5% och en kurvradie på 10 000 m. Under 1979 kördes det obemannade testtåget ML-500 i 517 km/h på banan. 1980 byggdes banan om till en uform och testerna fortsatte, nu med bemannade tåg av typ MLU001 och MLU002N. Bangeometrin var dock inte realistisk för tåg i verklig trafik och det behövdes en testbana med tunnlar, lutningar dubbelspår och mindre kurvradie för att utveckla tekniken för verkliga trafikförhållanden.

## Testbanan i Yamanashi
Efter privatiseringen av JNR 1987 ökade trafiken på Tokaido Shinkansen så att linjen går på maximal kapacitet och JR Tokai blev intresserade av att omsätta magnetsvävningstekniken i fullskalig trafik så snabbt som möjligt för att kunna bygga en snabbare järnvägslinje mellan Tokyo och Osaka. RTRI och JR-Tokai byggde då gemensamt den nya testbanan i Yamanashi. Testbanan började byggas 1990 med en första etapp som var 18,4 km, den var av U-form, hade dubbelspår, bestod till 16 km av tunnlar, hade en största lutning på 4% och kurvradie 8 000 m. Till den tog man fram ett testtåg MLX01 som stod klart 1995 och själva banan stod färdig för de första testkörningarna 1997. Den 2 december 2003 sattes ett hastighetsrekord på banan då ett MLX01 lyckades komma upp i hastigheten 581 km/h.

## Resultat
Under åren 1997 till 1999 lyckades gruppen vid försök visa att tekniken fungerar i farter över 500 km/h och även möten mellan två tåg med en relativ hastighetsskillnad över 1000 km/h, utan allvarligare störningar för omgivningen eller passagerarna (d.v.s. lågt buller och inga kraftiga ryck i sidled vid tågmöten). Det största problemet är de tryckvågor som sprids från tunnelmynningen när tåg åker genom en tunnel i hög hastighet. Testerna sedan dess utgörs främst av uthållighetstest. Utvecklingsarbetet är främst inriktat på att göra tekniken billigare bland annat ska man utöka testtågsättet från hittills längsta fem vagnar till tolv.
I april 2007 lyckades franska TGV nästan matcha JR-Maglev genom att köra 574,8 km/h med konventionell teknik (d.v.s. stålhjul på stålräls). Det franska testet visade dock att konventionell teknik inte klarar denna hastighet i reguljär drift eftersom det blir mycket långa bromssträckor, mycket högt slitage, och mycket högt buller. För Japans del gäller dock strängare gränser för buller från tåg än i Frankrike och JR Higashi-nihon som bedrivit ett forskningsprojekt för att få fram tågsätt med största tillåtna hastighet 360 km/h för Tohoku Shinkansen har fått nöja sig med att införa nya tågsätten E5 med största tillåtna hastighet 320 km/h på grund av bullerbestämmelserna. Frankrike har 320 km/h i drift men planerar för 360 km/h (2014). I det ljuset betraktas fortfarande maglev som den mest fördelaktiga tekniken för att bygga Chuo Shinkansen även om det finns skeptiker som inte tror att det är ekonomiskt möjligt.